# Chironomus palidus
Chironomus palidus är en tvåvingeart som beskrevs av Linevich 1971. Chironomus palidus ingår i släktet Chironomus och familjen fjädermyggor. Inga underarter finns listade i Catalogue of Life.